# The Brawl to End It All
The Brawl to End It All was een professioneel worstelevenement dat georganiseerd werd door de World Wrestling Federation (WWF) en live werd uitgezonden door MTV. Het evenement vond plaats op 23 juli 1984 in Madison Square Garden (MSG) in New York.

## Matches
| Nr. | Match                                                                                       | Winnaar(s)                   | Opmerkingen                                                                              | Bron  |
| --- | ------------------------------------------------------------------------------------------- | ---------------------------- | ---------------------------------------------------------------------------------------- | ----- |
| 1D  | Sika vs. Ron Shaw                                                                           | Sika                         | Een-op-een match.                                                                        | [ 2 ] |
| 2D  | The Iron Sheik vs. Tony Garea                                                               | The Iron Sheik               | Een-op-een match.                                                                        | [ 2 ] |
| 3D  | Tito Santana (c) vs. Bob Orton, Jr.                                                         | N.V.T.                       | Een-op-een match voor het WWF Intercontinental Championship. Match eindigde in een draw. | [ 2 ] |
| 4D  | Bob Backlund vs. Paul Vachon                                                                | Bob Backlund                 | Een-op-een match. Backlund won door submission.                                          | [ 2 ] |
| 5D  | Hulk Hogan (c) vs. Greg Valentine (met Lou Albano)                                          | Hulk Hogan                   | Een-op-een match voor het WWF World Heavyweight Championship.                            | [ 2 ] |
| 6D  | Antonio Inoki (c) vs. Charlie Fulton                                                        | Antonio Inoki                | Een-op-een match voor het WWF World Martial Arts Heavyweight Championship.               | [ 2 ] |
| 7D  | Adrian Adonis & Dick Murdoch (c) vs. Sgt. Slaughter & Terry Daniels                         | Adrian Adonis & Dick Murdoch | Tag team match voor het WWF Tag Team Championship.                                       | [ 2 ] |
| 8   | Wendi Richter (met Cyndi Lauper & David Wolff) vs. The Fabulous Moolah (c) (met Lou Albano) | Wendi Richter (nc)           | Een-op-een match voor het WWF Women's Championship.                                      | [ 1 ] |
| 9D  | Paul Orndorff vs. Chief Jay Strongbow                                                       | Paul Orndorff                | Een-op-een match.                                                                        | [ 2 ] |
| 10D | Afa vs. Rene Goulet                                                                         | Afa                          | Een-op-een match.                                                                        | [ 2 ] |
| 11D | 20-man Battle Royal                                                                         | Antonio Inoki                | Antonio Inoki won door Rene Goulet als laatste te elimineren.                            | [ 2 ] |